# Eduard Munk
Eduard Munk (ur. 14 stycznia 1803 w Głogowie (Gross-Glogau) − zm. tamże 3 maja 1871) – filolog i historyk literatury; kuzyn Salomona Munka.

## Życiorys
Eduard Munk urodził się jako syn żydowskiego kupca z Głogowa. Dzieciństwo spędził w Głogowie, który był wówczas pod francuską okupacją (1806-1814). Od 1815 roku uczęszczał do miejscowego ewangelickiego gimnazjum, którego dyrektorem był wówczas Chr. D. Klopsch. Klopsch okazał mu szczególną sympatię i stał się jego protektorem.
W 1822 roku wstąpił na Uniwersytet Wrocławski we Wrocławiu, aby studiować filologię klasyczną, gdzie podobnie jak w Berlinie, do którego się udał w 1824 roku, uczęszczał na inne fakultety. W 1826 roku doktoryzował się z filozofii w Halle.
Od 1827 do 1848 roku pracował jako nauczyciel w Königliche Wilhelmsschule (szkoła żydowska, założona przez Friedricha Wilhelma II) we Wrocławiu. W 1848 w wyniku sporów w gminie żydowskiej szkoła została rozwiązana dekretem królewskim, a Munk otrzymał tymczasowe świadczenia emerytalne.
Od 1850 do 1857 roku podjął bezpłatną pracę u swego protektora Klopscha w ewangelickim gimnazjum w rodzinnym Głogowie, gdzie prowadził zajęcia z greki w starszych klasach. Po śmierci Klopscha uczył również filozofii w najstarszych klasach gimnazjum tzw. Prima (8-9 klasa gimnazjum). W 1857 roku zakończył pracę w gimnazjum. 
W 1861 lub 1862 roku otrzymał honorowy tytuł profesora jako wyraz uznania dla jego pracy dydaktycznej.

## Twórczość
- "Die Metrik der Griechen und Römer" (Glogau, 1834)
- "De Fabulis Atellanis" (Leipzig, 1840)
- "Geschichte der griechischen Literatur" (Berlin, 1849–50; 3d ed. by Volkmann, 1879–80)
- "Die natürliche Ordnung der Platonischen Schriften" (Berlin, 1857)
- "Geschichte der römischen Literatur" (ib. 1858-61; 2d ed. by Seyffert, 2 vols., 1875–77).
- „Horaz’ Satiren und Episteln, deutsch mit Einleitungen und Anmerkungen“ 1867